# Рижский электромеханический завод
Ри́жский электромехани́ческий заво́д «РЭМЗ» (латыш. REMR, Rīgas elektromehāniskā rūpnīca) — радиотехнический завод по производству электропроигрывающих устройств. Находился в Риге, Латвия.

## История
В 1945 году было образовано предприятие «Рижский завод свинцовых и цинковых красок», которое было преобразовано в 1947 году в «Рижский электроарматурный завод» (REAR), выпускавший абонентские громкоговорители. 
В 1957 году завод был переименован в Рижский электромеханический завод. 
В 1970 году Рижский электромеханический завод вместе с Рижским радиозаводом им. А. С. Попова, конструкторским бюро «Орбита» и Кандавским радиозаводом вошёл в производственное объединение «Радиотехника».
В 1995 году предприятие было ликвидировано. Фактически просуществовало до конца 1996 года.

## СКБ РЭМЗ
Такую аппаратуру, как электропроигрыватели, головки звукоснимателей, механизмы кассетных магнитофонов в СКБ «Радиотехники» и КБ «Орбита» разрабатывала группа под руководством И. Сарканбардиса, в которой работали М. Иоффе, В. Кениньш, А. Ирбенс, Э. Иванс и А. Борис, а конструкции[чего?] создавали в секторе под руководством Я. Веманиса. Ими были разработаны головка звукоснимателя «ГЗУМ-73С» (для электропроигрывателей «1-ЭПУ-73С» м «Аккорд-001-стерео»).
В 1977 году, по инициативе главного инженера РЭМЗ М. Залевского, по решению правления ПО «Радиотехника» этих сотрудников перевели в подчинение завода, дабы ускорить разработку и внедрение в производство этих изделий. Первым руководителем СКБ РЭМЗ стал Е. Склярский.
В конструкторском бюро были разработаны современные конкурентоспособные электропроигрывающие устройства «1-ЭПУ-70» (главный конструктор В. Ткаченко) и «0-ЭПУ-82СК» (Е. Склярский), лентопротяжный механизм «ЛПМ-РЭМЗ-1» (О. Байдин), электропроигрыватель «Ария 102-стерео» (А. Каминский) и другие изделия.
В 1987 году СКБ снова было переведено в расширенное КБ «Орбита» как тематический отдел 8910, который возглавил инженер А. Алексеенко. В этом отделе разрабатывались кассетные механизмы к приставкам «МП-7210» и «МП-7220», а также карманные магнитофоны-проигрыватели «Дуэт ПМ-8101-стерео». Над проектированием работал коллектив в количестве свыше 30 человек.
В последние годы работы отдела он разрабатывал эскизный проект проигрыватель лазерных компакт-дисков и программируемого электропроигрывателя «ЭП-7103» (главный конструктор В. Виноградов).
Традиции дизайна «Радиотехники» заложил Адольф Ирбитис, который начинал работать на ВЭФе в довоенные годы. Созданный для радиол «Ригонда» и «Симфония» стиль приобрёл популярность и позволил им успешно конкурировать с изделиями известных западных марок.

## Продукция
Основу продукции «РЭМЗ» составляли:
— радиолы:

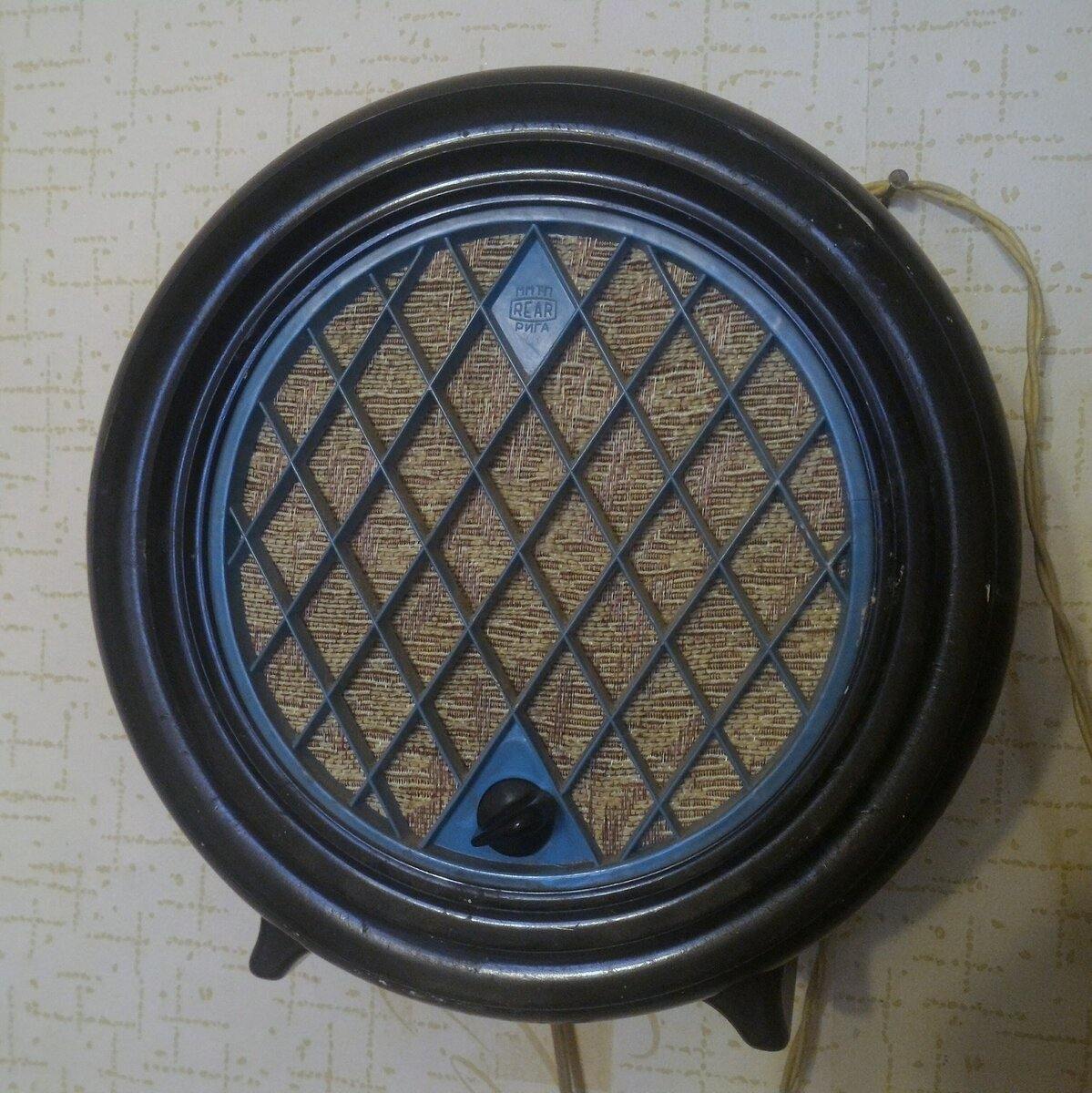
Громкоговоритель «Рига». Выпускался с 1957 года на ReaR.

- «Виктория-001» — первая в СССР транзисторная стереорадиола высшего класса с приёмом радиосигнала на антенну, с возможностью плавной и фиксированной настройки на УКВ-радиостанции. Главный конструктор Г. Соркин, его заместитель Р. Крупенков, дизайнеры А. Ирбитс и И. Валдманис. В 1976 году на ярмарке в Пловдиве эта модель удостоена золотой медали[4];
- «Виктория-003» состояла из пяти функционально законченных блоков: тюнера, усилителя мощности «УКУ-020»[4], электропроигрывателя и двух акустических систем «35АС-1». Сконструировали радиолу те же Г. Соркин и Р. Крупенков, к коллективу дизайнеров помимо И. Валдманиса подключились также А. Круклис, Ю. Пиете и И. Робежниекс[4];
- «Мелодия-101» стерео (1 класса) состояла из 4 блоков: приёмника-усилителя, электропроигрывателя с автономным блоком питания и двух акустических систем. Главный конструктор В. Папуш, его заместитель — Дз. Дравниекс, дизайнеры И. Робежниекс и А. Круклис[4];
- Первый музыкальный центр «Мелодия-106» объединял радиоприёмник, изготовленную в Венгрии магнитофонную панель и электропроигрыватель с магнитной головкой звукоснимателя. Для усиления низкочастотного сигнала применялись блоки усилителя «УКУ-020», центр комплектовался двухполосными акустическими системами «АС-209» или «АС-409». Главный конструктор разработки О. Кирик, его заместитель А. Шубин, дизайнер Дз. Каве[4];
- стереорадиола «Рига-120Б»: в этой разработке был реализован биофонический[уточнить] эффект, с помощью введённого в тракт процессора-корректора звукового поля улучшавший звучание и приближавший его к естественному, псевдообъёмному, когда кажущийся источник звука перемещался не только по горизонтали, но и по вертикали. Главные конструкторы модели — Р. Иванов и Н. Махнёв, их заместитель — Я. Страдиньш, дизайнер — И. Валдманис. Выходная мощность каждого звукового канала составляла 4 Вт, габариты — 505 х 350×160 мм, вес — 8,5 кг. Массовое производство этой модели не было начато из-за задержки производства кассетных механизмов на РЭМЗе, выпущено 500 штук[4].

— электрофоны:
- «Akords»[5]
- «Akords — stereo»[6]
- «Akords 001 стерео», награждён в 1972 году золотой медалью на Лейпцигской выставке, его главный конструктор Анатолий Мижуев награждён золотой медалью ВДНХ СССР в 1973 году[4];
- «Аккорд 101»[7];
- «Radiotehnika 301-stereo»[8];
- «Мелодия-103» и другие модели[4];

— электропроигрыватели:
- «Radiotehnika ЭП-001»[9];
- «Radiotehnika ЭП-101» с магнитной головкой звукоснимателя, предназначался для всех форматов грампластинок и для использования в составе радиокомплекса «Радиотехника-101», с двумя выходными гнёздами. Встроенные механизмы: переключатель числа оборотов с точной регулировкой по стробоскопу, автоматический запуск воспроизведения, ручной микролифт и автостоп с возвратом тонарма в исходное положение. Главный конструктор модели — С. Быков, его заместитель — В. Виноградов, дизайнер — Дз. Каве[4].
- «Ārija-102»[10] и другие модели;

— электропроигрывающие устройства:
- «ЭПУ I-ЭПУ-73С»[11]
- «ЭПУ II-ЭПУ-60»[12]
- «ЭПУ III ЭПУ-10-3-127»[13] и другие модели;

Также производились кассетные проигрыватели «Дуэт ПМ-8101» и блоки питания «A 601».

## Социально-культурная работа
В 1967 году на ул. Ленина, 247, по проекту литовских архитекторов был построен первый жилой дом, где получили квартиры работники РЭМЗ, после чего жилищное строительство на средства предприятия и ПО «Радиотехника» продолжалось до 1991 года.
Завод располагал собственным клубом (затем Домом культуры), где были организованы занятия художественной самодеятельностью, проходились праздничные и просветительские мероприятия. Активистам художественной самодеятельности со стороны администрации оказывалась материальная и моральная поддержка.
На заводе были созданы возможности для занятий спортом. В частности, футбольная команда РЭМЗ в 1982 году лидировала в чемпионате Риги и сохраняла лидерство до 1990 года. Сильны также были традиции секции шашек. Шлифовальщик РЭМЗ Станислав Войциш в 1970 году завоевал титул чемпиона Риги.